# Eric Young (baseball)
Pour les articles homonymes, voir Eric Young et Young.
Eric Orlando Young, Sr. (né le 18 mai 1967 à New Brunswick, New Jersey, États-Unis) est un joueur de deuxième but et voltigeur au baseball ayant joué dans les Ligues majeures de 1992 à 2006. 
Il a réussi 465 buts volés en carrière, dont 180 pour les Rockies du Colorado, un record de franchise. Il a remporté un Bâton d'argent et reçu une sélection au match des étoiles.
Il est le père du joueur de baseball Eric Young, Jr..

## Carrière

### Dodgers de Los Angeles
Joueur à l'Université Rutgers de son État natal du New Jersey, Eric Young n'est drafté qu'au 43e tour de sélection par un club du baseball majeur en 1989. Choisi puis mis sous contrat par les Dodgers de Los Angeles, Young fait ses débuts avec l'équipe le 30 juin 1992. Il dispute 49 parties à sa première saison chez les Dodgers, frappant pour ,258 de moyenne au bâton avec un coup de circuit, 11 points produits et 6 buts volés.
Il est toutefois laissé sans protection par l'équipe pour le repêchage d'expansion du 17 novembre 1992 qui a pour objectif de composer les deux nouvelles équipes qui se joignent à la Ligue nationale de baseball la saison suivante : les Rockies du Colorado et les Marlins de la Floride. Ce sont les Rockies qui utilisent leur 11e choix pour se prévaloir des services de Young.

### Rockies du Colorado
Non seulement Young est dans l'alignement de départ comme joueur de deuxième but pour le tout premier match des Rockies du Colorado, le 5 avril 1993 au Shea Stadium de New York, mais il est aussi le premier joueur à se présenter au bâton dans l'histoire de l'équipe. Faisant face au lanceur des Mets de New York Dwight Gooden, il amortit la balle, récupérée par le receveur adverse Todd Hundley pour un retrait. Young réussit toutefois un coup sûr plus tard dans le match pour réussir ensuite le premier vol de but dans l'histoire de la nouvelle franchise. Le 9 avril suivant, les Rockies disputent le premier match local de leur histoire et sont accueillis par leurs partisans au Mile High Stadium de Denver, Colorado. Young, encore une fois le premier frappeur de son équipe à se présenter au bâton, claque un coup de circuit contre Kent Bottenfield des Expos de Montréal. Il s'agit donc du premier coup sûr et du premier coup de circuit réussi par un joueur des Rockies à domicile. Eric Young joue 144 matchs pour Colorado en 1993, obtenant 42 buts volés et 42 points produits.
Young s'impose rapidement comme une menace constante pour l'adversaire lorsqu'il atteint les buts. En 1995, le premier frappeur du rôle offensif des Rockies maintient une moyenne au bâton de ,317 et vole 35 buts, en plus de mener la Ligue nationale avec neuf triples durant la saison. Les Rockies atteignent cette année-là les séries éliminatoires pour la première fois de leur courte existence. Ils sont éliminés par les puissants Braves d'Atlanta, éventuels champions du monde en 1995, mais Young maintient en quatre matchs une moyenne au bâton de ,400, une moyenne de présence sur les buts de ,500 et une moyenne de puissance de ,688 contre les Braves, dont il malmène les lanceurs avec 7 coups sûrs dont un circuit.
En 1996, il est le champion voleur de buts de la Ligue nationale avec 53 larcins. Il affiche ses meilleures statistiques en carrière dans plusieurs catégories offensives : coups sûrs (184), points marqués (113), points produits (74) et moyenne au bâton (,324). Il est invité à la mi-saison au match des étoiles et remporte le Bâton d'argent remis à la fin de l'année au meilleur joueur de deuxième but offensif de la Nationale.

### Retour à Los Angeles
En 1997, Young vole 32 buts en 118 parties pour Colorado mais est échangé le 19 août à sa première équipe, les Dodgers de Los Angeles, qui cèdent aux Rockies le lanceur droitier Pedro Astacio. Young termine la saison avec 45 buts volés, 61 points produits et une moyenne au bâton de ,280. Il ajoute 42 vols de buts en 1998 et 51 en 1999 pour les Dodgers. Cette dernière saison, il est aussi le joueur des majeures le plus souvent retiré (22 fois) en tentative de vol.

### Cubs de Chicago
Le 12 décembre 1999, Los Angeles échange Eric Young et le lanceur droitier Ismael Valdéz aux Cubs de Chicago en retour du lanceur droitier Terry Adams et de deux joueurs des ligues mineures qui n'atteindront jamais les majeures. Young connaît une bonne première saison à Chicago avec une moyenne au bâton de ,297 et 54 buts volés en 2000. Contrairement à l'année précédente où il avait été souvent retiré en tentative de vol (51 réussites en 73 essais), Young vole en 2000 ses 54 buts en seulement 61 tentatives. En 2001, il ajoute 31 larcins.

### Milwaukee et San Francisco
Devenu agent libre, il rejoint les Brewers de Milwaukee pour la saison 2002 et vole 31 buts. Joueur sur le déclin, il passe des Brewers aux Giants de San Francisco en cours de saison 2003 et termine l'année avec 28 vols de buts pour les deux équipes.

### Texas et San Diego
Après une année (2004) chez les Rangers du Texas, son premier passage en Ligue américaine, Young revient dans la Nationale et s'aligne avec les Padres de San Diego en 2005 et 2006. Il a à ce moment abandonné le poste de deuxième but, étant employé plutôt comme joueur de champ extérieur depuis son séjour au Texas. En 2005 pour San Diego, il participe aux séries éliminatoires pour la première fois en dix ans et frappe deux coups sûrs en six pour une moyenne au bâton de ,333 avec un circuit et trois points produits en trois parties de Série de divisions opposant les Padres aux Cardinals de Saint-Louis.
Libéré de son contrat par San Diego en août 2006, Young termine sa carrière par quatre parties jouées quelques semaines plus tard avec les Rangers du Texas.

### Statistiques en carrière
Eric Young a disputé 1730 parties dans les Ligues majeures de baseball. Sa moyenne au bâton en carrière est de ,283 avec 1731 coups sûrs, 327 doubles, 46 triples, 79 circuits, 543 points produits et 996 points marqués. Il se retire avec un total de 465 buts volés. Il se classait toujours en 2011 dans le top 50 des meilleurs voleurs de buts de l'histoire du baseball.
Il est toujours, après la saison 2011 de la Ligue majeure, le meilleur voleur de buts de l'histoire des Rockies du Colorado, avec 180 réussites de l'année 1993 à 1997. 

## Carrière d'entraîneur
En 2009 et 2010, Young est entraîneur pour des clubs de ligues mineures affiliés aux Astros de Houston, où il travaille de près avec les jeunes joueurs de champ extérieur et enseigne l'art de bien courir les buts. 
Il est instructeur au premier but des Diamondbacks de l'Arizona de la Ligue majeure de baseball du 17 octobre 2010 au 17 octobre 2012.